# Брендон
Бре́ндон (англ. Brandon) — місто в провінції Манітоба в Канаді.
Виникло як залізничний вузол Канадської тихоокеанської залізниці на річці Ассінібойн.
Брендон — друге за величиною місто в Манітобі після Вінніпега. У місті розвинена обробна промисловість та інші служби і галузі, пов'язані з сільським господарством територій, центром яких є Брендон. У місті існує Брендонський університет і Громадський коледж Ассінібойн. Канадський військовий корабель HMCS Brandon був названий на честь міста.

## Населення
За переписом населення 2011 року в місті проживало 46 061 чоловік; 48 256 — у Брендонській агломерації. Брендон є другим за населенням і величиною містом у провінції Манітоба. Частка чоловіків становить 47.4%, а жінок 52.6%. Середній вік жителів Брендона у 2006 році становив 37.0 років, що трохи нижче в порівнянні з середнім віком всіх жителів провінції 38.1.
Переважна більшість населення міста європейського походження, або називають себе канадцями і тільки 9,8% громадян Брендона ідентифікують себе як аборигени. Домінуючою мовою міста є англійська, яку вважають за рідну 90% жителів Брендона і близько 600 громадян, або 1,5% вважають за рідну французьку мову. Однак окрім французької та англійської 8,9% населення міста вважають своєю рідною мовою інші мови.
За даними перепису населення 2001 року 76,6% брендонців належали до християнських конфесій.

## Клімат
Брендон має сухий континентальний клімат з теплим, іноді жарким літом і холодною, сухою зимою. Денні температури в діапазоні від 26,0 °C в липні та -10,5 °C в січні. Брендон має досить сухий клімат, з 462 мм опадів на рік. Сніг випадає з жовтня по квітень, однак випасти сніг може як наприкінці травня, так і на початку вересня.
| Клімат Брендона             | Клімат Брендона | Клімат Брендона | Клімат Брендона | Клімат Брендона | Клімат Брендона | Клімат Брендона | Клімат Брендона | Клімат Брендона | Клімат Брендона | Клімат Брендона | Клімат Брендона | Клімат Брендона | Клімат Брендона |
| Показник                    | Січ.            | Лют.            | Бер.            | Квіт.           | Трав.           | Черв.           | Лип.            | Серп.           | Вер.            | Жовт.           | Лист.           | Груд.           | Рік             |
| Абсолютний максимум, °C     | 8,3             | 15,0            | 25,6            | 36,0            | 38,5            | 42,2            | 43,3            | 41,1            | 37,8            | 32,5            | 22,2            | 14,4            | 43,3            |
| Середній максимум, °C       | −10,5           | −7,1            | −0,3            | 11,2            | 18,7            | 23,3            | 26,0            | 25,6            | 19,3            | 10,9            | −0,3            | −8,1            | 9,1             |
| Середня температура, °C     | −16,5           | −13,2           | −5,9            | 4,5             | 11,4            | 16,6            | 19,2            | 18,2            | 12,2            | 4,6             | −5,4            | −13,6           | 2,7             |
| Середній мінімум, °C        | −22,4           | −19,2           | −11,4           | −2,3            | 4,0             | 9,9             | 12,3            | 10,8            | 5,0             | −1,8            | −10,5           | −19,1           | −3,7            |
| Абсолютний мінімум, °C      | −46,1           | −46,7           | −43,9           | −27,8           | −13,9           | −3,9            | 0,0             | −3,3            | −11,7           | −26,5           | −40,6           | −43             | −46,7           |
| Норма опадів, мм            | 17.9            | 13.1            | 24.7            | 24.9            | 56.5            | 79.6            | 68.2            | 65.5            | 41.9            | 29.3            | 18.9            | 21.3            | 461.7           |
| --------------------------- | --------------- | --------------- | --------------- | --------------- | --------------- | --------------- | --------------- | --------------- | --------------- | --------------- | --------------- | --------------- | --------------- |
| Джерело: Environment Canada |                 |                 |                 |                 |                 |                 |                 |                 |                 |                 |                 |                 |                 |

## Спорт

### Місцеві команди
- Брендонський університет (Баскетбол/CWUAA)
- Брендонський університет (Волейбол/CWUAA)
- Брендон Віт-Кінґс (англ. Brandon Wheat Kings; Хокей/Західна хокейна ліга)

### Минулі спортивні заходи
- The Brier (1963, 1982)
- The Scott Tournament of Hearts (1993, 2002)
- World Curling Championship (1995)
- Canadian Olympic Curling Trialss (1997)
- Canada Winter Game (1979)
- Canada Summer Games (1997)
- Special Olympics Canada (2006)
- Memorial Cup (2010)

## Радіо
- 91.1 FM — CKXL-FM
- 92.7 FM — CBWS-FM
- 94.7 FM — CKLF-FM
- 96.1 FM — CKX-FM
- 97.9 FM — CBWV-FM
- 99.5 FM — CKSB (AM)

## Відомі люди
- Турк Брода (1914—1972) — канадський хокеїст українського походження.
- Чак Скерца (1923—2014) — канадський хокеїст.
- Бретт Скіннер (* 1983) — канадський хокеїст.
- Карл Шредер (нар. 1962) — канадський письменник-фантаст та професійний футуролог.